# Memorienkreuz (Irresheim)

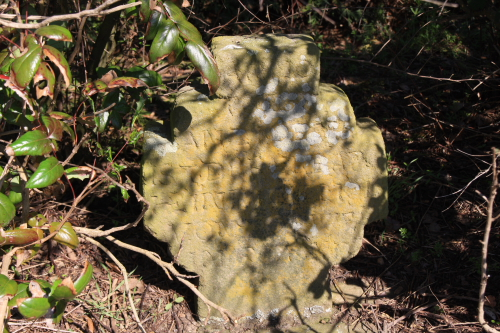
Das Kreuz

Das Memorienkreuz Irresheim steht am Ortsausgang von Irresheim, einem Ortsteil der Gemeinde Nörvenich im Kreis Düren, Nordrhein-Westfalen. Das kleine Kreuz am Ende der Annastraße steht in dichtem Strauchwerk am Straßenseitengraben der Kreisstraße 16.
Nach der Inschrift wurde das Memorienkreuz 1627 errichtet. Es ist nur 68 cm hoch und hat Winkelstützen. Die Inschrift lautet:
ANNO   1627 

AM   21   DECEMB 

IST   DER   ERBAR 

HINRICH   MOL  VON 

DORWEI   IN   GOT   ENT
Das Kreuz wurde am 18. März 1985 in die Denkmalliste der Gemeinde Nörvenich unter Nr. 38 eingetragen.

## Belege
- Denkmalliste der Gemeinde Nörvenich (PDF; 108 kB)

Koordinaten: 50° 47′ 31,1″ N, 6° 37′ 2,8″ O